# Torkelsgölen
Torkelsgölen är en sjö i Åtvidabergs kommun i Småland och ingår i Storåns huvudavrinningsområde. Sjön har en area på 0,0797 kvadratkilometer och ligger 97,4 meter över havet.

## Delavrinningsområde
Torkelsgölen ingår i det delavrinningsområde (645306-152217) som SMHI kallar för Mynnar i Könserumsån. Medelhöjden är 105 meter över havet och ytan är 2,84 kvadratkilometer. Räknas de 2 avrinningsområdena uppströms in blir den ackumulerade arean 15,09 kvadratkilometer. Vattendraget som avvattnar avrinningsområdet har biflödesordning 3, vilket innebär att vattnet flödar genom totalt 3 vattendrag innan det når havet efter 39 kilometer. Avrinningsområdet består mestadels av skog (72 %) och jordbruk (16 %). Avrinningsområdet har 0,08 kvadratkilometer vattenytor vilket ger det en sjöprocent på 2,8 %.